# 安藤信由
安藤 信由（あんどう のぶより）は、江戸時代後期の大名。陸奥国磐城平藩4代藩主。官位は従四位下・対馬守。対馬守系安藤家9代。幕末の老中・安藤信正の実父。

## 生涯
享和元年（1801年）10月11日（文化3年（1806年）10月12日とも）、2代藩主・安藤信馨の五男として誕生した。父が文化9年（1812年）に死去した時、兄・信発は既に早世しており、信由はまだ幼少であったことから、従兄の信義が家督を継いだ。信義には実子がなく、その養子となる。
文化14年（1817年）7月28日、11代将軍・徳川家斉に拝謁する。文政3年（1820年）12月16日、従五位下・伊勢守に叙任する。後に対馬守に改める。文政12年（1829年）7月5日、信義の隠居により家督を継いだ。天保2年（1831年）8月17日、奏者番に就任する。
藩政においては、天保の大飢饉や長雨による大冷害などで3000人を超える餓死者を出し、藩財政が困窮した。弘化4年（1847年）6月5日に死去した。享年47、または42。跡を長男の信正が継いだ。

## 系譜
父母
- 安藤信馨（実父）
- 安藤信義（養父）

正室
- 従 - 松平信明の娘

子女
- 安藤信正（長男） 生母は従
- 板倉勝成（次男） - 板倉勝貞の養子
- 正子（法蓮院） - 仙石久利正室
- 力子（利幾子） - 内藤正義正室[1]